# USS Eldorado (AGC-11)
La USS Eldorado venne impostata come cargo di classe Type C2, un mercantile a cinque stive multiuso che venne prodotto in 173 esemplari, e con nome Monsoon, progettata dalla United States Maritime Commission per uso civile con sussidio governativo ai suoi operatori, ed all'occorrenza essere utilizzata come trasporto militare. Il 1º gennaio 1944 venne trasferita formalmente alla US Navy e convertita dal cantiere Bethlehem Steel Corporation a Brooklyn, New York, prendendo servizio il 25 agosto 1944 come nave comando per operazioni anfibie, dopo essere stata dotata di spazi ed apparecchiature di comunicazione idonei a controllare una forza anfibia complessa.

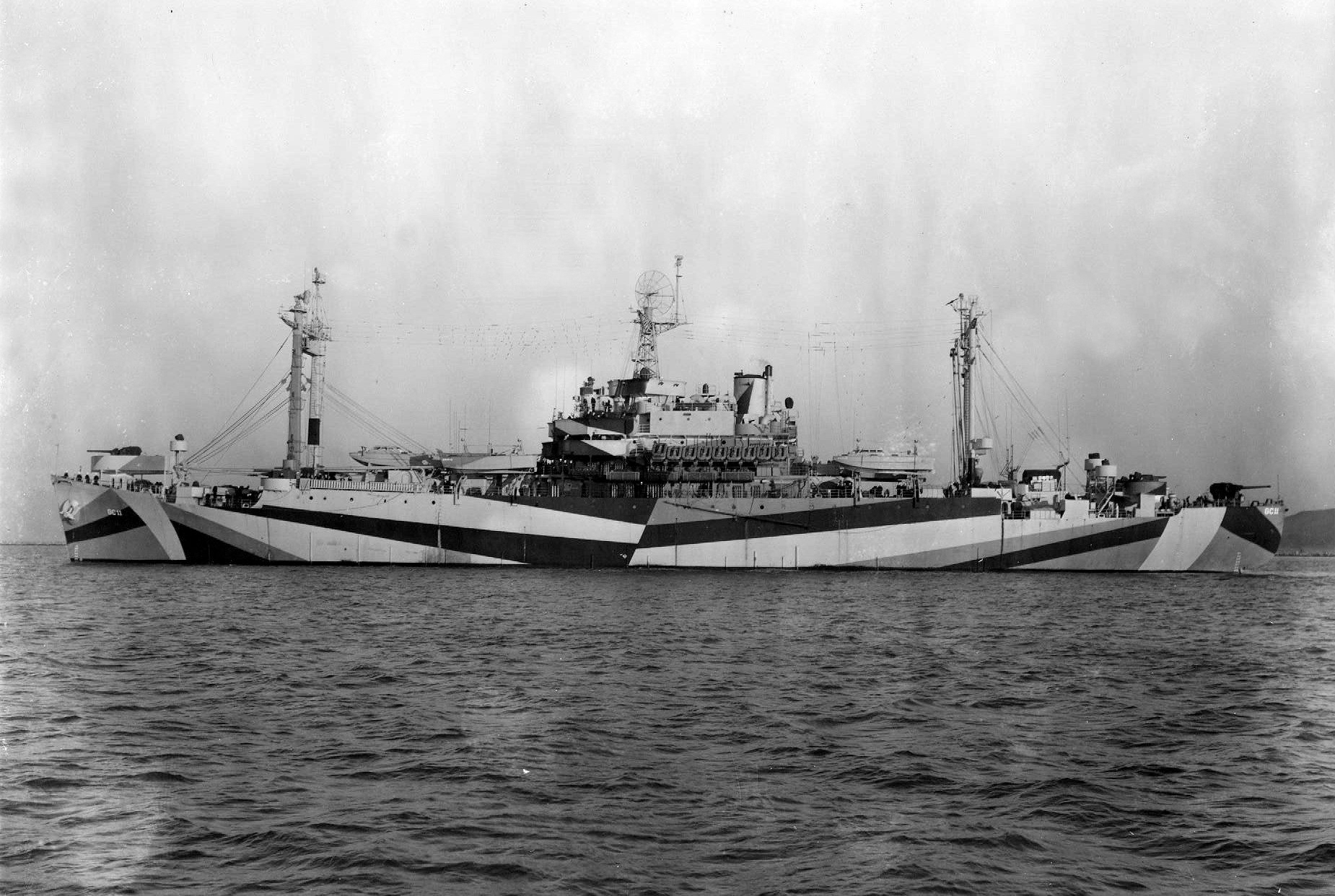
La al cantiere navale di Mare Island, poco prima di diventare l'ammiraglia del comandante dell forze anfibie ammiraglio Turner

## 1944
La nave, dopo la sua conversione, venne inviata nel Pacifico e divenne dapprima a San Diego ammiraglia dell'Amphibious Group 4, poi a Pearl Harbor dove venne scelta come ammiraglia del Comando delle Forze Anfibie del Pacifico; il 27 gennaio 1945 la nave raggiungeva le isole Marianne preparandosi ad una importante operazione anfibia.

## Iwo Jima
In vista dell'offensiva che sarebbe culminata con la battaglia di Iwo Jima era stata costituita la Task Force 51 del viceammiraglio Richmond Turner (comandante delle forze anfibie nel Pacifico) forte di 495 unità. Fu schierata anche la Task Force 52 (Amphibious Support Force) del contrammiraglio William Blandy e la Task Force 54 (Gunfire and Covering Force, ovvero "Forza di fuoco e copertura") del contrammiraglio Bertram J. Rogers con sei vecchie navi da battaglia e cinque incrociatori pesanti, più uno schermo di cacciatorpediniere. La nave comando scelta fu proprio la Eldorado: questo tipo di nave rappresentava un'innovazione tattica, in quanto l'ammiraglio Turner durante la campagna di Guadalcanal era imbarcato sul normale trasporto d'attacco USS McCawley, ed il 12 febbraio la nave salpò da Saipan raggiungendo Iwo il 16 con a bordo il comandante del V Corpo Anfibio dei marine, generale Holland Smith e il segretario di stato alla marina James Forrestal.
La nave partecipò anche allo sbarco ad Okinawa dove imbarcò, oltre al quartier generale del comandante la forza da sbarco Simon Bolivar Buckner, anche lo staff ed il comandante della unità di controllo della difesa aerea ed il direttore degli aerei da caccia della forza, dirigendo la difesa aerea della forza anfibia durante tutte le operazioni di sbarco e anche dai raid notturni tentati dai giapponesi.

## Corea
La nave rimase l'ammiraglia delle forze anfibie del Pacifico essendo impegnata in varie crociere, fino allo scoppio della guerra di Corea dove fu ammiraglia dell'Amphibious Group 3 e riserva della nave comando USS Mount McKinley (AGC-7) durante lo sbarco di Inchon.
Nel 1955 fu ammiraglia della Settima flotta statunitense a Formosa, e venne impegnata in vari compiti oltre che come nave comando per gli anni successivi.

## Vietnam
La nave venne utilizzata nel suo solito ruolo insieme alle USS Estes (AGC-12) e Mount McKinley, e la sua designazione venne modificata in LCC-11 nel gennaio 1969. Nel 1972 la nave venne posta in disarmo ed ormeggiata a San Diego a fianco del suo rimpiazzo, la USS Blue Ridge (LCC-19), alla quale trasferì quanto possibile in termini di apparecchiature ancora utilizzabili, e successivamente venne demolita.
La nave ha ricevuto due battle star durante la seconda guerra mondiale ed otto durante la guerra di Corea.